# Fira Internacional de Màgia de Torroella de Montgrí

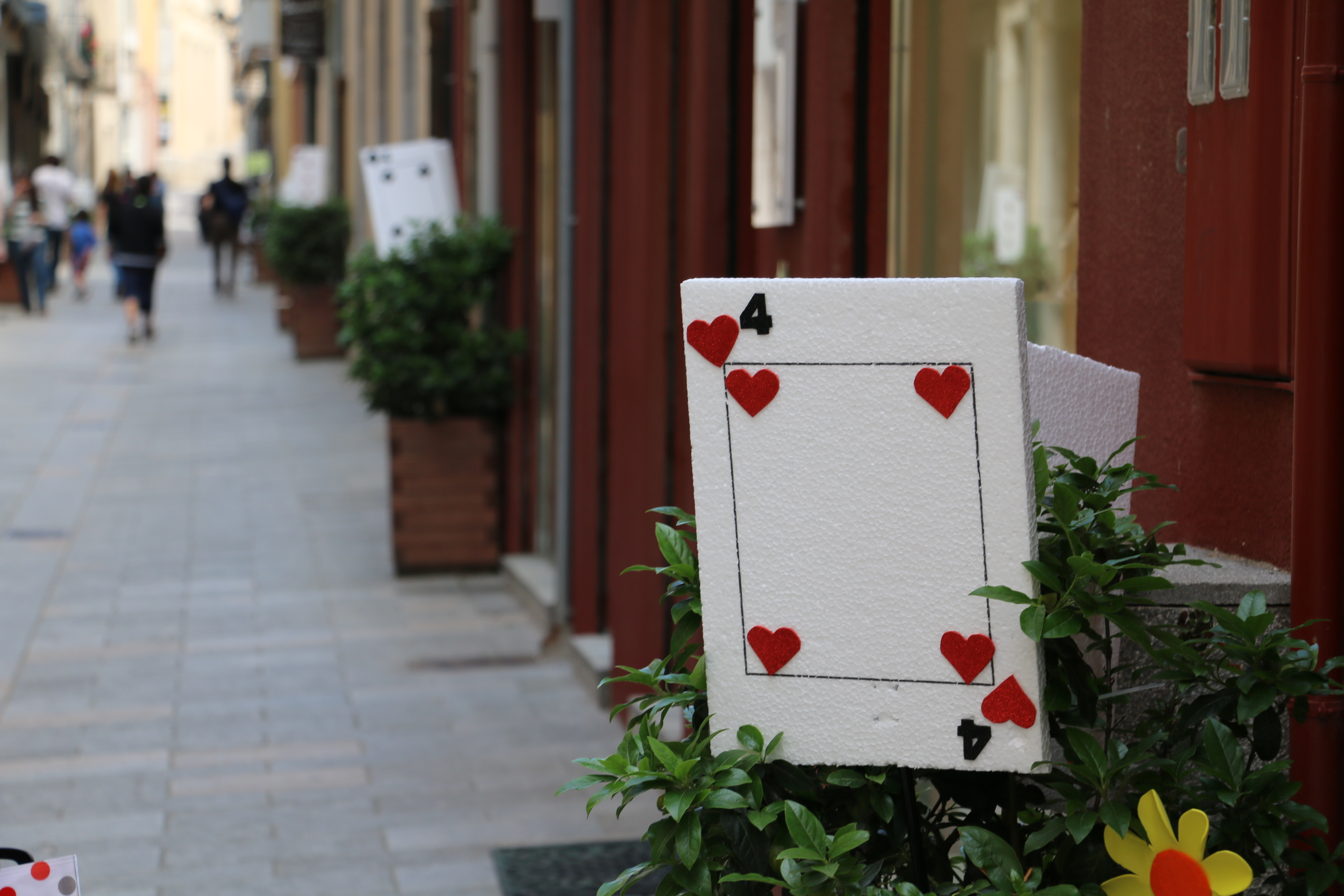
Decoració al carrer, FIMAG 2016, Torroella de Montgrí

La Fira Internacional de Màgia de Torroella de Mongrí (FIMAG) és un esdeveniment dedicat a la màgia i l'il·lusionisme que té lloc anualment a Torroella de Montgrí (Baix Empordà) des de 2012,al llarg d'un cap de setmana a primers de juny. Entre d'altres activitats, compta entre d'altres, amb una Gala Internacional, un Mercat Màgic, una Gala per a Joves Mags, un Congrés per a professionals, i La Màgia al Carrer. Les activitats tenen lloc en diversos espais de la vila, per exemple l'Espai Ter, el Museu de la Mediterrània, i a places, racons i locals del centre.